# Javier Sotomayor
Javier Sotomayor (* 13. října 1967, Limonar) je bývalý kubánský atlet, specialista na skok do výšky. Dodnes je světovým rekordmanem v této disciplíně, neboť v roce 1993 skočil v Salamance zatím jako jediný v historii výkon 245 cm. Je také světovým rekordmanem v hale, kde drží od roku 1989 primát výkonem 243 cm z Budapešti. Přes elitní hranici 230 cm se tento 195 centimetrů vysoký výškař dostal v celkem 227 závodech své kariéry.
Sotomayor již v roce 1983 ve věku 16 let skočil 233 cm, ale z důvodu kubánského bojkotu se tehdy nezúčastnil olympiády 1984. Jeho kariéra pak byla hvězdná, stal se dosud nejlepším výškařem v historii atletiky. S atletikou skončil v roce 2001, kdy ještě rovněž překonal 230 cm.

## Ocenění
- Cena knížete asturského – 1993

## Osobní rekordy
Dráha
- Skok do výšky – 245 cm, Salamanca, 27.7. 1993  (Současný světový rekord)

Hala
- Skok do výšky – 243 cm, Budapešť, 4.3. 1989 -  (Současný světový rekord)